# Lygephila orobi
Lygephila orobi är en fjärilsart som beskrevs av Philogène Auguste Joseph Duponchel 1821. Lygephila orobi ingår i släktet Lygephila och familjen nattflyn. Inga underarter finns listade i Catalogue of Life.